# Rovine (Gradiška)
Rovine  (en cirílico: Ровине) es una localidad de la municipalidad de Gradiška, Republika Srpska, Bosnia y Herzegovina.

## Población
| Composición de la Población - Localidad de Rovine | Composición de la Población - Localidad de Rovine | Composición de la Población - Localidad de Rovine | Composición de la Población - Localidad de Rovine | Composición de la Población - Localidad de Rovine |
| ------------------------------------------------- | ------------------------------------------------- | ------------------------------------------------- | ------------------------------------------------- | ------------------------------------------------- |
|                                                   | 2013                                              | 1991                                              | 1981                                              | 1971                                              |
| Total                                             | 1.478 (100%)                                      | 1 016 (100%)                                      | 979 (100%)                                        | 836 (100%)                                        |
| Mujeres                                           | 729                                               | -                                                 | -                                                 | -                                                 |
| Varones                                           | 749                                               | -                                                 | -                                                 | -                                                 |
| Serbios                                           | 1.001                                             | 304 (29,92%)                                      | 295 (30,13%)                                      | 287 (34,33%)                                      |
| Croatas                                           | 8                                                 | 18 (1,77%)                                        | 14 (1,43%)                                        | 30 (3,59%)                                        |
| Bosniacos                                         | 435                                               | 577 (56,79%)                                      | 493 (50,36%)                                      | 491 (58,73%)                                      |
| Musulmanes                                        | 9                                                 |                                                   |                                                   |                                                   |
| Yugoslavos                                        |                                                   | 96 (9,45%)                                        | 152 (15,53%)                                      | 1 (0,12%)                                         |
| Gitanos                                           | 13                                                |                                                   | 8 (0,82%)                                         |                                                   |
| Eslovenos                                         |                                                   |                                                   |                                                   |                                                   |
| Bosnios                                           |                                                   |                                                   |                                                   |                                                   |
| Albaneses                                         |                                                   |                                                   | 1 (0,1%)                                          | 7 (0,84%)                                         |
| Ukraniano                                         | 1                                                 |                                                   |                                                   |                                                   |
| Montenegrinos                                     |                                                   |                                                   | 1 (0,1%)                                          |                                                   |
| Otros                                             | 3                                                 | 21 (2,07%)                                        | 15 (1,53%)                                        | 20 (2,39%)                                        |
| Sin declarar                                      | 1                                                 | -                                                 | -                                                 | -                                                 |
| Desconocidos                                      |                                                   | -                                                 | -                                                 | -                                                 |